# Maham Begum
Maham Begum, död 1534, var en indisk mogulgemål. 
Hon var gift med stormogulen Babur. Hon var Padshah Begum, en titel som brukar översättas till "kejsarinna" och som gav henne främst rang i mogulharemet, mellan 1526 och 1530.